# غرازييلا
غرازييلا (بالإنجليزية: Graziella)‏ هو 1852 رواية بقلم الكاتب الفرنسي ألفونس دو لامارتين. وتحكي عن شاب فرنسي يقع في حب حفيدة صياد - وهي غرازييلا شخصية العنوان - خلال رحلته إلى نابولي في إيطاليا؛ ثم ينفصلان عندما يحين وقت عودته إلى فرنسا، وتموت بعدها. يستند الكتاب إلى تجارب المؤلف مع في نابولي في بدايات العقد الثاني من القرن التاسع عشر، حيث كتب غرازييلا في البداية بوصفها دورية، وهدف لامارتين ليكون بمثابة تعليق على قصيدته «الأسى الأول».
نشرت الرواية في البداية بشكل مسلسل بداية من العام 1849، وتلقت إشادة شعبية. وقد تم اقتباسها إلى أوبرا بحلول نهاية السنة، وألهم العمل لوحات وقصائد وروايات وأفلام. واعتبرها الناقد الأدبي الأمريكي تشارلز هنري كونراد واحدة من أهم ثلاث روايات عاطفية فرنسية، مع بول وفيرجيني بقلم برناردين دي سان بيير (1788) ورواية أتالا بقلم شاتوبريان (1801). وقد نشرت ترجمتان بالإنجليزية، أحدها من إعداد جيمس رونيون في عام 1875 والأخرى من إعداد رالف رايت في عام 1929.